# Vera Cruz (filme)
Vera Cruz (bra/prt: Vera Cruz) é um filme estadunidense de 1954 do gênero western dirigido por Robert Aldrich, com roteiro de James R. Webb e Roland Kibbee baseado num conto de Borden Chase. 

## Elenco
- Gary Cooper...Ben Trane
- Burt Lancaster...Joe Erin
- Denise Darcel...condessa Marie Duvarre
- Cesar Romero...marquês Henri de Labordere
- Sara Montiel...Nina
- George Macready...imperador Maximiliano
- Ernest Borgnine...Donnegan
- Morris Ankrum...General Ramírez
- Henry Brandon...capitão Danette
- Charles Bronson...Pittsburgh
- Jack Lambert...Charlie
- Jack Elam...Tex
- James McCallion...Little-Bit
- James Seay...Abilene
- Archie Savage...Ballard
- Charles Horvath...Reno
- Juan García...Pedro

## Sinopse
Ao escoltar uma condessa até Veracruz, no México, dois aventureiros americanos acabam se envolvendo numa trama para derrubar o imperador Maximiliano.